# Paradise Kiss
Paradise Kiss (jap. パラダイス・キス paradaisu kisu) ist eine Manga-Serie von Ai Yazawa. Der Manga, der etwa 850 Seiten umfasst und vorwiegend für eine weibliche Leserschaft gezeichnet wurde, erschien von 1999 bis 2003 im japanischen Modemagazin Zipper. Im Jahr 2005 wurde er als Anime-Fernsehserie umgesetzt. Charaktere aus Yazawas Serie Gokinjo Monogatari wie Mikako und Tsutomu treten in Nebenrollen wieder auf, wodurch Paradise Kiss als Nachfolger dieser gesehen werden kann.

## Handlung
Hayasaka Yukari, eine typische japanische Schülerin im Abschlussjahr an der Highschool, wird aufgrund ihres modelhaften Äußeren auf der Straße von Schülern einer Modeschule angesprochen und in deren Atelier entführt. Sie bitten Yukari, ihr Model zu werden, um das von den vier Schülern George, Isabella, Arashi und Miwako genähte Kleid unter ihrer Marke „Paradise Kiss“ bei dem Abschlussbewerb der Modeschule am Laufsteg zu präsentieren. Erst glaubt die wenig selbstbewusste Yukari nicht dafür geeignet zu sein und lernt weiter für ihre Prüfungen und den Aufnahmetest der Universität. Vor allem der Einfluss des extravaganten und anziehenden George, der die kreativen Paradise Kiss Kleider designt, führt dazu, dass Yukari ihr eintöniges Leben und ihre Ziele überdenkt und sich Paradise Kiss als Model zur Verfügung stellt.
Bald entwickelt sich eine Freundschaft zwischen den Modeschülern und Yukari, die ihr den Spitznamen „Caroline“ geben. Sie erfährt, dass das Pärchen Miwako und Arashi in deren Kindheit mit Hiroyuki, Yukaris Klassenkameraden und heimlichen Schwarm, befreundet war. Sie versucht die Kindheitsfreunde wieder zusammenzubringen, ohne jedoch zu wissen, dass diese sich in einem Streit getrennt hatten, da auch Hiroyuki in Miwako verliebt war und Miwako deshalb den Kontakt abgebrochen hatte. Trotz Arashis anfänglicher Eifersucht beginnen die drei sich allmählich wieder anzunähern und ihre Freundschaft zu erneuern.
Yukari verliebt sich indes immer mehr in George, der auch Gefühle für sie hegt. Jedoch ist ihre Beziehung kompliziert, da der bisexuelle Playboy George ein ausschweifendes Leben führt und immer viele Bekanntschaften pflegte. Yukari taucht mit ihm immer mehr in die Welt der Mode ein und sieht in ihrer schulischen Laufbahn keinen Sinn mehr. Nach einem Streit mit ihrer ehrgeizigen Mutter, die immer wollte das Yukari gute Schulen besucht und an einer Universität angenommen wird, läuft Yukari von zuhause weg und will die Schule abbrechen, um sich nur noch auf das Modeln zu konzentrieren. Von Miwakos Schwester, die das erfolgreiche Modelabel „Happy Berry“ besitzt, erhält sie ihren ersten Modeljob, den Yukari auch mit Bravour meistert, und wird einer Modelagentur empfohlen. Die Agentur verlangt für die Aufnahme der minderjährigen Yukari jedoch die Zustimmung der Eltern. Daher zieht Yukari doch wieder bei George aus und zurück zu ihrer strengen Mutter, die ihr das Modeln nur erlaubt, wenn Yukari ihren Schulabschluss macht. Auch Hiroyuki ist erleichtert, als Yukari wieder zur Schule geht, da er sich trotz ihrer Beziehung zu George inzwischen in sie verliebt hat und sehr besorgt wegen ihres Schulabbruchs war.
Hiroyuki sieht Yukari auch bei der Präsentation des aufwändigen Paradise Kiss Kleides beim Abschlussbewerb der Modeschule zu. Trotz ihrer guten Leistung erhält George nur den zweiten Platz für das Kleid. Nach dem Schulabschluss arbeitet Miwako für das Modelabel ihrer Schwester, Arashi würde gern von seiner Musik leben können, Hiroyuki studiert um Psychiater zu werden und Yukari wird ein erfolgreiches Model. George geht nach Paris, um sich seinen Traum als Designer dort zu verwirklichen, was gleichzeitig das Ende seiner Beziehung zu Yukari bedeutet. Isabella, die eine Transfrau ist und in George die erste Person fand, die ihre weibliche Seite verstand, begleitet George aus Liebe nach Paris.
Zehn Jahre nach der eigentlichen Handlung heiratet Yukari Hiroyuki und verbringt ihre Flitterwochen mit ihm in Amerika, wo sie zu einer Broadway Show eingeladen sind, für die George die Kleider entwarf.

## Veröffentlichungen

### Manga
Der Manga erschien in Japan von der Mai-Ausgabe 1999 bis zur Mai-Ausgabe 2003 monatlich in Einzelkapiteln im Modemagazin Zipper. Der Shōdensha-Verlag brachte diese Einzelkapitel anschließend auch in fünf Sammelbänden heraus, die sich in Japan über fünf Millionen Mal verkauften.
Paradise Kiss wurde in über zehn Sprachen übersetzt; der Manga erschien unter anderem in Taiwan, Hongkong, Südkorea, Frankreich, Italien, Polen, Thailand, Deutschland, Spanien und Nordamerika. Die deutsche Übersetzung der Sammelbände kam von November 2003 bis Juli 2004 bei Panini Comics heraus. Die Übersetzerin war Martina Berlin. Von März bis Juli 2007 verlegte Panini die Sammelbände in einem anderen Format erneut. Von April bis August 2024 erschien die Reihe erneut bei selbigem Verlag als New Edition in drei Bänden.

### Anime
Im Animationsstudio Madhouse entstanden auf Basis des Mangas zwölf Episoden einer gleichnamigen Anime-Fernsehserie. Osamu Kobayashi war verantwortlich für Regie und Drehbücher zur Zeichentrickserie, Nobuteru Yūki für das Charakterdesign. Modeschöpfer Atsuro Tayama war am Entwurf der Modedesigns beteiligt. Die künstlerische Leitung lag bei Asami Kiyokawa und Shinichi Uehara, während Seiichi Morishita für die Kameraführung verantwortlich war. Die Tonarbeiten leitete Masafumi Mima.
Die zwölf Episoden wurden vom 13. Oktober bis zum 29. Dezember 2005 auf dem Fernsehsender Fuji TV erstausgestrahlt. Die Serie lief als Teil der Anime-Programmschiene noitaminA, die vor allem erwachsene Frauen ansprechen soll. Der Anime erschien in Japan nach der Erstausstrahlung im Fernsehen auf drei DVDs. Diese erschienen auch in Nordamerika, Italien und Deutschland. Die deutsche Fassung erschien von Juni bis August 2007 bei Panini Video. Animax strahlte die Serie im März 2010 in Deutschland erstmals im Fernsehen aus. Darüber hinaus wurde der Anime ins Koreanische, Chinesische, Russische, Französische und Italienische übersetzt.
Parallel zur Ausstrahlung der Serie wurden im Einkaufszentrum Venusfort in Odaiba einige Kleidungsstücke sowie Schmuck verkauft, die in der Geschichte entworfen wurde. Der am Anime beteiligte Designer Atsuro Tayama legte diese als reale Modelinie auf.

#### Synchronisation
Die deutsche Synchronfassung entstand bei G&G Tonstudios im Auftrag von Panini Video. Regie führte Richard Westerhaus und die Dialoge schrieb Christian Schneider.
| Rolle                      | japanische Stimme (Seiyū) | deutsche Stimme  |
| -------------------------- | ------------------------- | ---------------- |
| Jōji „George“ Koizumi      | Kenji Hamada              | Markus Pfeiffer  |
| Yukari „Caroline“ Hayasaka | Yu Yamada                 | Gabi Wienand     |
| Isabella                   | Chiharu Suzuka            | Ilya Welter      |
| Miwako Sakurada            | Marika Matsumoto          | Sarah Brückner   |
| Hiroyuki Tokumori          | Noriyuki Uchino           | Heiko Obermöller |
| Arashi Nagase              | Shunsuke Mizutani         | Dieter Maise     |

#### Musik
Die Musik der Serie stammt von Narasaki von der Band Coaltar of Deepers und von der Band The Babys. Das Vorspannlied ist ♥Lonely in Gorgeous♥ von Tommy february6 und der Abspann ist unterlegt mit Do You Want To von Franz Ferdinand.

### Realverfilmung
Am 22. August 2010 wurde in der Oktober-Ausgabe des Magazins Zipper eine Realverfilmung von Paradise Kiss angekündigt. Die Hauptrollen wurden von Keiko Kitagawa als Caroline und von Osamu Mukai als George übernommen. Weitere Rollen sind durch Natsuki Katō, Aya Ōmasa, Kento Kaku, Shunji Igarashi und Yūsuke Yamamoto besetzt. Der Film Paradise Kiss kam 2011 in die japanischen Kinos.

## Rezeption
Der Manga sei ein „prachtvoller, sexy Titel“ über die Ängste und Erwartungen des Erwachsenwerdens, die persönliche Freiheit und Erfolg zu finden, so Jason Thompson. Die Geschichte sei dem Leser immer einen Schritt voraus und könne berühren, ohne in romantische Klischees zu verfallen. Die Zeichnungen hätten die träge Schönheit und sinnlichen Körper britischer Kunst des ausgehenden 19. Jahrhunderts. Auch wenn einige Figuren aus Yazawas Serie Gokinjo Monogatari wieder auftreten, müsste man diese für das Verständnis der Geschichte nicht kennen, da die Hauptfiguren neu sind. Die AnimaniA bestätigt diese Einschätzung und beschreibt den Stil des Mangas als detailreich mit sehr schlanken und großen Figuren, die „fast wie filigrane Modeentwürfe wirken“. Die Hintergründe werden mit per Filter verfremdeten Fotos ergänzt und auch in den Dialogen wird immer wieder auf die Realität angespielt. Trotz verspielter Optik, einiger softerotischer, gefühlvoller Szenen und offenherzigen Dialogen richte sich die rundum gelungene Serie eher an ein jugendliches Publikum. Auch die MangasZene hebt den von Ai Yazawa gewohnten, detaillierten Stil hervor, der Wert auf die Facetten der Kleidung legt und die hochgewachsenen, dünnen Figuren wie Modezeichnungen wirken lasse. Es würden häufig große Panels verwendet und während den Dialogen Nebensächlichkeiten und Einzelheiten der Szenerie gezeigt, um Stimmung zu erzeugen und der Situation gerecht zu werden. Tritt die Dynamik der Geschichte in den Vordergrund, würden die Zeichnungen jedoch deutlich einfacher und treten in den Hintergrund.
Der Anime, so die Anime Encyclopedia, kombiniere die Mode-Obsession mit fragwürdigen Bekanntschaften, beides Elemente, die man zuvor schon in anderen Serien gesehen habe. Das Abspannlied der britischen Band Franz Ferdinand habe für Aufmerksamkeit auch außerhalb der Anime-Fanszene gesorgt. Die AnimaniA beschreibt Paradise Kiss als „außergewöhnliche, sehr originelle Anime-TV-Serie“, die mit „innovativem, modischen Look, exzentrischen Charakteren und hervorragenden Animationen“ überzeuge. Der Anime ist schnell geschnitten, es wird mit Überblendungen von Blumen und Fantasietieren sowie wie im Manga mit der Einbindung verfremdeter Fotografien gearbeitet. Computeranimation wurde für optische Effekte eingesetzt, während Stoffmuster handgezeichnet sind. Zusammen mit detailreichen gezeichneten Kulissen und einem atmosphärischen Soundtrack füge sich ein gelungenes Gesamtbild zusammen. Die meist sehr originalgetreue Umsetzung werde dabei durch Super-Deformed-Einlagen und die Fantasietiere humorvoll aufgelockert. Auch die deutsche Sprachversion sei gelungen. Laut MangasZene sei der Stil des Animes für viele Zuschauer sicher zunächst gewöhnungsbedürftig, setze die Vorlage aber sehr gut um, wenn auch in überraschend gedämpften, realistischen Farbtönen. Vor allem in der detaillierten Darstellung der Kleidung falle der Anime auf: „gemusterte Stoffe, präzise Faltenwürfe und unterschiedliche Materialien. Auch die Musik weiß zu überzeugen.“ Nur die japanischen Synchronstimmen seien leider sehr unpassend ausgewählt.